# Matej Mavrič
Matej Mavrič (ur. 29 stycznia 1979 w Koperze) – piłkarz słoweński grający na pozycji środkowego obrońcy.

## Kariera klubowa
Karierę piłkarską Mavrič rozpoczął w klubie NK Piran. Następnie przeszedł do NK Primorje i w jego barwach zadebiutował w 1997 roku w słoweńskiej pierwszej lidze. W 1998 roku dotarł z Primorje do finału Pucharu Słowenii (2:1 i 0:3 z NK Rudar Velenje). Na początku 2000 roku odszedł do HIT-u Gorica. Już w tym samym roku wywalczył z Goricą wicemistrzostwo Słowenii. Natomiast w 2001 i 2002 roku sięgał z HIT-em po krajowy puchar (zwycięstwa w finale odpowiednio z Olimpiją Lublana i NK Aluminij). W 2004 roku został po raz pierwszy w karierze mistrzem kraju.
W 2004 roku Mavrič przeszedł do norweskiego Molde FK. W norweskiej Tippeligaen zadebiutował 23 sierpnia w zremisowanym 1:1 wyjazdowym meczu z Lillestrøm SK. W Molde był podstawowym zawodnikiem i grał w nim przez 2,5 roku. Największy sukces z tym klubem osiągnął w 2005 roku, gdy zdobył Puchar Norwegii (2:2, 4:2 z Lillestrøm).
Na początku 2007 roku Mavrič został wypożyczony do niemieckiego drugoligowego TuS Koblenz. 21 stycznia 2007 rozegrał w nim swoje pierwsze spotkanie, zremisowane 1:1 z MSV Duisburg. Latem 2007 po zakończeniu wypożyczenia został wykupiony przez Koblenz. 31 maja 2010 poinformowano, że Mavrič podpisał umowę na 3 lata z Kapfenberger SV.
| Sezon   | Klub            | Kraj     | Rozgrywki     | Mecze | Bramki |
| ------- | --------------- | -------- | ------------- | ----- | ------ |
| 1997/98 | NK Primorje     | Słowenia | Prva Liga     | 16    | 0      |
| 1998/99 | NK Primorje     | Słowenia | Prva Liga     | 19    | 1      |
| 1999/00 | NK Primorje     | Słowenia | Prva Liga     | 3     | 0      |
| 1999/00 | HIT Gorica      | Słowenia | Prva Liga     | 4     | 0      |
| 2000/01 | HIT Gorica      | Słowenia | Prva Liga     | 7     | 1      |
| 2001/02 | HIT Gorica      | Słowenia | Prva Liga     | 29    | 2      |
| 2002/03 | HIT Gorica      | Słowenia | Prva Liga     | 30    | 2      |
| 2003/04 | ND Gorica       | Słowenia | Prva Liga     | 30    | 3      |
| 2004/05 | ND Gorica       | Słowenia | Prva Liga     | 2     | 0      |
| 2004    | Molde FK        | Norwegia | Tippeligaen   | 7     | 1      |
| 2005    | Molde FK        | Norwegia | Tippeligaen   | 24    | 3      |
| 2006    | Molde FK        | Norwegia | Tippeligaen   | 21    | 3      |
| 2006/07 | TuS Koblenz     | Niemcy   | 2. Bundesliga | 11    | 1      |
| 2007/08 | TuS Koblenz     | Niemcy   | 2. Bundesliga | 26    | 1      |
| 2008/09 | TuS Koblenz     | Niemcy   | 2. Bundesliga | 31    | 6      |
| 2009/10 | TuS Koblenz     | Niemcy   | 2. Bundesliga | 33    | 5      |
| 2010/11 | Kapfenberger SV | Austria  | Bundesliga    |       |        |

## Kariera reprezentacyjna
W reprezentacji Słowenii Mavrič zadebiutował 7 września 2005 roku w wygranym 2:1 wyjazdowym meczu eliminacji do Euro 2008 z Mołdawią. W eliminacjach do Mistrzostw Świata w RPA był podstawowym zawodnikiem kadry narodowej, jednak na turnieju głównym nie zagrał w żadnym z 3 meczów Słoweńców.